# シャイ・マクブライド
ケネス・"シャイ"・マクブライド（Kenneth "Chi" McBride、1961年9月23日 - ）は、アメリカ合衆国イリノイ州シカゴ生まれの俳優・声優・歌手。

## 来歴
俳優として活躍するマクブライドは、1961年にイリノイ州シカゴで生まれる。“シャイ”の芸名は地元シカゴの愛称の一つ「Chitown（シャイタウン）」に因む。尚、日本では“チー”や“チャイ”と表記されることもあるが、前述の命名由来からも判る通りこれらは間違った表記である。高校を卒業後は、演劇ではなく音楽に興味を抱いており、楽器や声楽についての勉強に励んだ。その後、“He's the Champ”というタイトルの曲がヒットとなり、一躍R&B界にその名を知らしめる。その後、テレビや映画などにも顔を出すようになり、スティーヴン・スピルバーグ監督の『ターミナル』やウィル・スミス主演の『アイ,ロボット』などの話題作への出演が多くある。

## 出演作品

### 映画
- ナーズの復讐III ナーズ軍団、最終決戦! Revenge of the Nerds III: The Next Generation (1992) - マルコム・ペニントン三世
- ホワイトハウス狂騒曲 The Distinguished Gentleman (1992) - ホーマー
- TINA ティナ What's Love Got to Do with It (1993) - フロス
- さまよう魂たち The Frighteners (1996) - サイラス
- 奴らに深き眠りを Hoodlum (1997) - イリノイ・ゴードン
- マーキュリー・ライジング Mercury Rising (1998) - トーマス・ジョーダン
- 60セカンズ Gone in Sixty Seconds (2000) - ドニー
- キッド The Kid (2000) - ケニー
- NARC ナーク Narc (2002) - チーヴァース警部
- アンダーカバー・ブラザー Undercover Brother (2002)
- ブラック・ダイヤモンド Cradle 2 the Grave (2003) - ジャンプ・チェンバーズ
- ターミナル The Terminal (2004) - ジョー・マルロイ
- アイ,ロボット I, Robot (2004) - ジョン・バーギン警部補
- ロール・バウンス Roll Bounce (2005) - カーティス・スミス
- アナポリス 青春の誓い Annapolis (2006) - マクナリー
- プリズン・フリーク Let's Go to Prison (2006) - バリー
- 最凶家族計画 The Brothers Solomon (2007) - ジェームス
- 悪党にもラブ・ソングを! First Sunday (2008)
- スティーラーズ Pawn Shop Chronicles (2013) - ジョンソン
- ドラフト・デイ Draft Day (2014) - ウォルト・ゴードン
- ホーム・スイート・ヘル/キレたわたしの完全犯罪 Home Sweet Hell (2015)

### テレビドラマ
- 刑事ナッシュ・ブリッジス Nash Bridges (1996)
- ボストン・パブリック Boston Public (2000-2004) - スティーブン・ハーパー
- ザ・プラクティス ボストン弁護士ファイル The Practice (2001) - スティーブン・ハーパー
- 異常犯罪捜査班S.F.P.D. Killer Instinct (2005-2006) - マット・キャバナー
- ボストン・リーガル Boston Legal (2005) - スティーブン・ハーパー
- Dr.HOUSE House M.D. (2005)
- 名探偵モンク Monk (2006)
- プッシング・デイジー 恋するパイメーカー Pushing Daisies (2007-2008) - エマーソン・コッド
- ヒューマン・ターゲット Human Target (2010-2011) - ウィンストン
- SUITS/スーツ Suits (2011, 2015) - テレンス・ウルフ地方検事
- ゴールデン・ボーイ 若きNY市警本部長 Golden Boy (2013) - ドン・オーウェン刑事
- HAWAII FIVE-0 Hawaii Five-0 (2013-) - ルー・グローヴァー

### テレビアニメ
- God, the Devil and Bob (2001)
- マックス・スティール Max Steel (2001)